# Mijaín López Núñez
Mijaín López Núñez   (Herradura, 20 d'agost de 1982) és un esportista cubà de lluita grecoromana (-130 kg). És considerat una llegenda de l'esport cubà: quatre vegades campió panamericà, cinc vegades campió mundial i pentacampió olímpic, essent el primer lluitador en participar en sis Jocs Olímpics. És també un dels millors lluitadors grecoromans de tots els temps i un exemple per a la joventut cubana atès que va participar com a delegat de Cuba al Festival Mundial de la Joventut i els Estudiants a Sud-àfrica el 2010.
López ha estat un fervent defensor del programa d'entrenament esportiu de l'illa, dedicant les seves victòries a la Revolució Cubana i al «comandant en cap invicte Fidel Castro». Ha estat l'abanderat de la delegació cubana en els Jocs Olímpics de Pequín el 2008, als Jocs Olímpics de Londres el 2012, als Jocs Olímpics de Tòquio el 2020 i als Jocs Olímpics de París de 2024.
Va aconseguir la medalla d'or de nou en els Jocs Olímpics d'estiu de 2024, convertint-se en el primer esportista que enllaça cinc ors consecutius en la mateixa disciplina en uns Jocs Olímpics, superant els quatre consecutius aconseguits per Paul Elvstrøm (vela), Alfred Adolf Oerter (llançament de disc), Carl Lewis (salt de llargada), Kaori Ichō (lluita lliure) i Michael Phelps (natació).